# Каверін Віталій Вікторович
Віта́лій Ві́кторович Каве́рін (*4 вересня 1990, Хмельницький) — український футболіст, нападник «Поділля».

## Клубна кар'єра
Вихованець школи хмельницького футбольного клубу «Поділля», ДЮСШ-1 м. Хмельницького та школи дніпропетровського «Дніпра».
З 2007 року почав залучатися до ігор дублюючого складу «Дніпра», а 19 жовтня 2008 року у 18-річному віці дебютував у вищій лізі Чемпіонату України в матчі проти донецького «Металурга», що завершився з рахунком 1:1. У цілому, в сезоні 2008/09 за основну команду дніпропетровців Каверін провів п'ять матчів (чотири в чемпіонаті і один в кубку), а ігрову практику переважно отримував у матчах молодіжної першості України, провівши 24 гри і відзначившись вісьмома точними ударами. А у наступному сезоні — всього один матч за першу команду і 22 гри і чотири голи за «молодіжку».
У складі першої команди «Дніпра» грав дуже мало, тому 21 серпня 2010 року перейшов до кінця року на правах оренди до криворізького «Кривбасу», проте і там не зміг закріпитися в основі, провівши лише 6 матчів і в кінці 2010 року повернувся назад у «Дніпро», де знову став виступати здебільшого за молодіжну команду.
13 червня 2012 року підписав п'ятирічний контракт з київським «Динамо», проте майже відразу був відданий в оренду до кінця року в запорізький «Металург», після чого повернувся в Київ.
З початку 2013 року почав виступати за другу динамівську команду, яка виступала у першій лізі. За півтора року в другій динамівській команді зіграв у 22 матчах чемпіонату і забив один гол.
Влітку 2014 року був відданий в оренду в ужгородську «Говерлу».
13 липня 2017 року, після закінчення контракту, став гравцем «Чорномореця». 11 січня 2018 року покинув одеський клуб. У серпні того ж року став гравцем «Поділля».

## Виступи за збірну
Виступав за збірну України з юнаків віком до 18 років, дебютувавши за неї 21 серпня 2007 року у матчі зі шведськими однолітками, нічия 3:3. У її складі був учасником ювілейного XX міжнародного юнацького турніру пам'яті першого віце-президента ФІФА Валентина Гранаткіна. Там українські юніори зупинилися лише за крок від фіналу, завоювавши бронзові нагороди. У п'яти поєдинках на турнірі Каверін відзначився двома голами.
18 серпня 2008 року дебютував у юнацькій збірній України U19 у матчі проти юнацької збірної Іспанії (поразка 0:3). У складі збірної України U19 — чемпіон Європи 2009 року. Під час фінальної частини чемпіонату, що проходила у Донецьку і Маріуполі, брав участь у чотирьох з п'яти матчів української збірної. Півфінальний матч зі збірною Сербії пропускав через дискваліфікацію, отримавши дві жовті картки протягом першого тайму останньої гри групового етапу змагань проти швейцарських юнаків.
З 2010 по 2012 рік був гравцем молодіжної збірної України.

## Статистика
Станом на 10 серпня 2014 року
| Сезон     | Клуб                       | Ліга         | Чемпіонат | Чемпіонат | Кубок | Кубок | Дублери | Дублери | Єврокубки | Єврокубки |
| Сезон     | Клуб                       | Ліга         | Ігри      | Голи      | Ігри  | Голи  | Ігри    | Голи    | Ігри      | Голи      |
| --------- | -------------------------- | ------------ | --------- | --------- | ----- | ----- | ------- | ------- | --------- | --------- |
| 2002-03   | «Поділля» (Хмельницький)   | ДЮФЛ         | 16        | 8         | —     | —     | —       | —       | —         | —         |
| 2003-04   | «ДЮСШ-1» (Хмельницький)    | ДЮФЛ         | 3         | 3         | —     | —     | —       | —       | —         | —         |
| 2004-05   | «Дніпро» (Дніпропетровськ) | ДЮФЛ         | 14        | 10        | —     | —     | —       | —       | —         | —         |
| 2005-06   | «Дніпро» (Дніпропетровськ) | ДЮФЛ         | 19        | 14        | —     | —     | —       | —       | —         | —         |
| 2006-07   | «Дніпро» (Дніпропетровськ) | ДЮФЛ         | 13        | 6         | —     | —     | —       | —       | —         | —         |
| 2006-07   | «Дніпро» (Дніпропетровськ) | Вища ліга    | 0         | 0         | 0     | 0     | 7       | 0       | 0         | 0         |
| 2007-08   | «Дніпро» (Дніпропетровськ) | Вища ліга    | 0         | 0         | 0     | 0     | 24      | 6       | 0         | 0         |
| 2008-09   | «Дніпро» (Дніпропетровськ) | Прем'єр-ліга | 4         | 0         | 1     | 0     | 24      | 8       | 0         | 0         |
| 2009-10   | «Дніпро» (Дніпропетровськ) | Прем'єр-ліга | 1         | 0         | 0     | 0     | 22      | 4       | 0         | 0         |
| 2010-11   | «Кривбас»                  | Прем'єр-ліга | 6         | 0         | 0     | 0     | 1       | 0       | —         | —         |
| 2010-11   | «Дніпро» (Дніпропетровськ) | Прем'єр-ліга | 0         | 0         | 0     | 0     | 15      | 2       | 0         | 0         |
| 2011–2012 | «Дніпро» (Дніпропетровськ) | Прем'єр-ліга | 2         | 0         | 0     | 0     | 19      | 9       | 0         | 0         |
| 2012–2013 | «Металург» З               | Прем'єр-ліга | 5         | 0         | 1     | 0     | 1       | 0       | —         | —         |
| 2012–2013 | «Динамо-2» (Київ)          | Перша ліга   | 7         | 0         | —     | —     | —       | —       | —         | —         |
| 2013–2014 | «Динамо-2» (Київ)          | Перша ліга   | 15        | 1         | —     | —     | —       | —       | —         | —         |
| 2014–2015 | «Говерла»                  | Прем'єр-ліга | 2         | 0         | 0     | 0     | 0       | 0       | —         | —         |

## Досягнення
- Чемпіон Європи серед юнаків (U-19) 2009 року